# L'amore e la guerra
L'amore e la guerra è una miniserie televisiva in 2 puntate andata in onda domenica 13 e lunedì 14 maggio 2007 su Canale 5, realizzata ispirandosi ai grandi film della prima guerra mondiale, con Martina Stella e Daniele Liotti come protagonisti. Le riprese furono effettuate in Trentino Alto-Adige, in provincia di Trento nell'estate 2006.

## Trama
Durante la prima guerra mondiale la giovane contessina Albertina Regis tiene una romantica corrispondenza con il tenente Ranieri e, disobbedisce con suo padre, conoscendo il sergente Rocco Parri, innamorandosene.